# Лойце, Эмануэль
Эмануэль Готлиб Лойце (Лёйце) (англ. и нем. Emanuel Leutze; 24 мая 1816, Швебиш-Гмюнд, Вюртемберг — 18 июля 1868, Вашингтон, США) — американский и немецкий художник.

## Жизнь и творчество
Эмануэль Лойце в 1825 году, будучи девятилетним ребёнком, прибыл в США. Изучал живопись в Филадельфии. В 1850 году Лойце возвращается в Германию, где обучается в Дюссельдорфской академии художеств у Карла Фридриха Лессинга. Основной темой художника в живописи стала историческая, творчество же его по стилю можно отнести к дюссельдорфской школе. Наиболее известное полотно Э. Лойце — «Вашингтон переправляется через Делавэр» — было написано во время пребывания его в Германии; виды реки Делавэр же списаны с рейнских пейзажей у города Кайзерверт (ныне — часть Дюссельдорфа).
Длительное время Э. Лойце возглавлял «Союз взаимопомощи дюссельдорфских художников». В 1848 году по его инициативе создаётся художественное объединение «Малкастен», в 1856 — «Товарищество немецких художников». В 1842 году Лойце приезжает в Мюнхен, а оттуда — в Венецию и Рим. В 1845 он возвращается в Дюссельдорф. Даже в это время его полотна изображают преимущественно события истории — например, «Колумб перед Высшим советом в Саламанке». К этой картине примыкают другие, отражавшие события XV—XVIII столетий: «Колумб у ворот монастыря Ла Нагида», «Сэр Уолтер Рэли и королева Елизавета на прогулке» (1845), «Торквемада поддерживает короля Фердинанда, отказывающего в приёме посольству от евреев» (1846), «Вашингтон в битве у Монмута» (1852—1854) и др.
В 1859 году Э. Лойце возвращается в США, где ему было поручено украсить своими историческими картинами помещения и залы заседаний американских Конгресса и Сената в вашингтонском Капитолии. В 1861 году художник, выполняя этот заказ, создаёт монументальную настенную картину «Westward the Course of Empire Takes Its Way». Творчество Э. Лойце прославлено в США за свою национальную, патриотическую направленность.

## Галерея

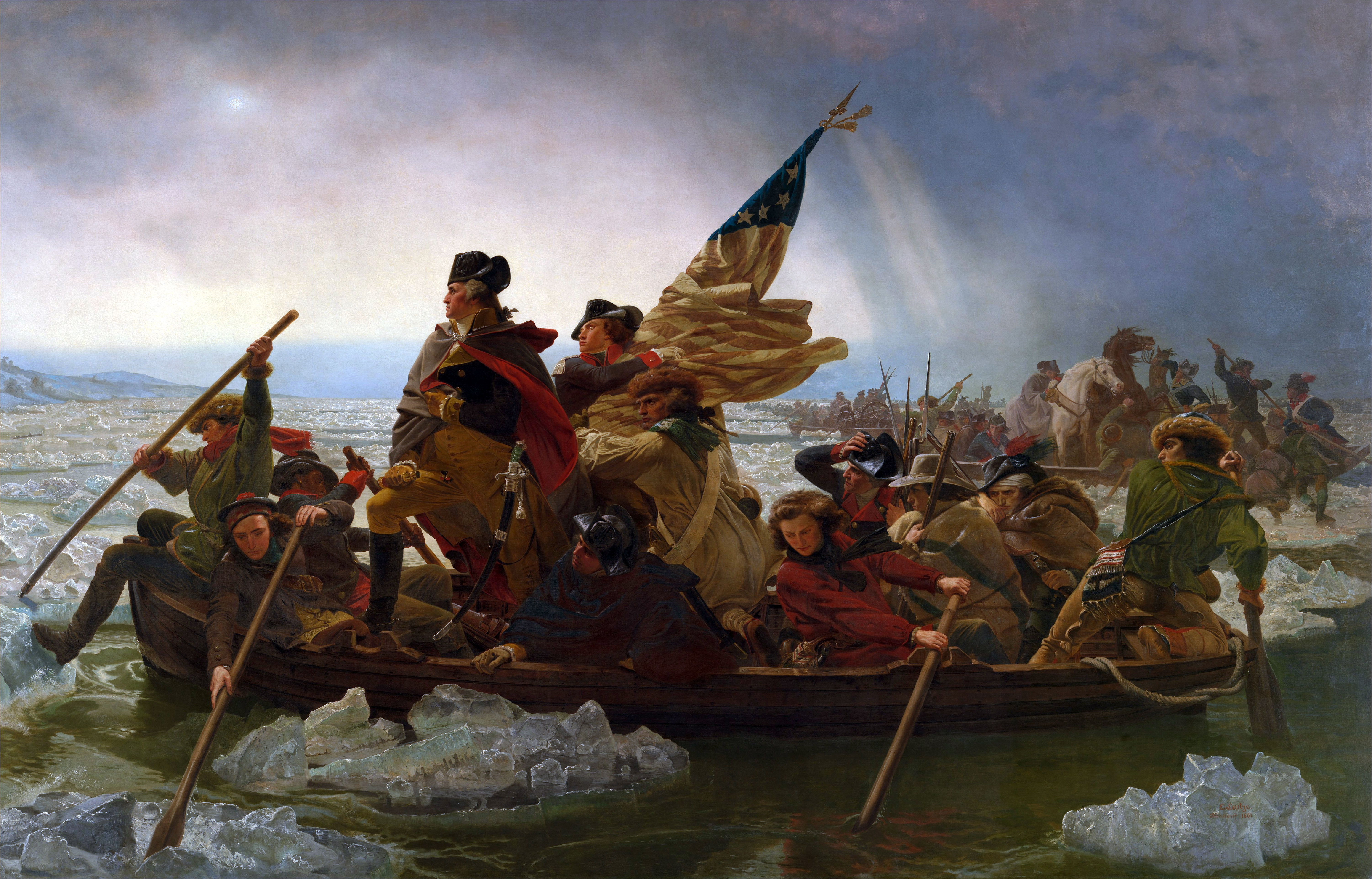
Вашингтон переправляется через Делавэр (1851)
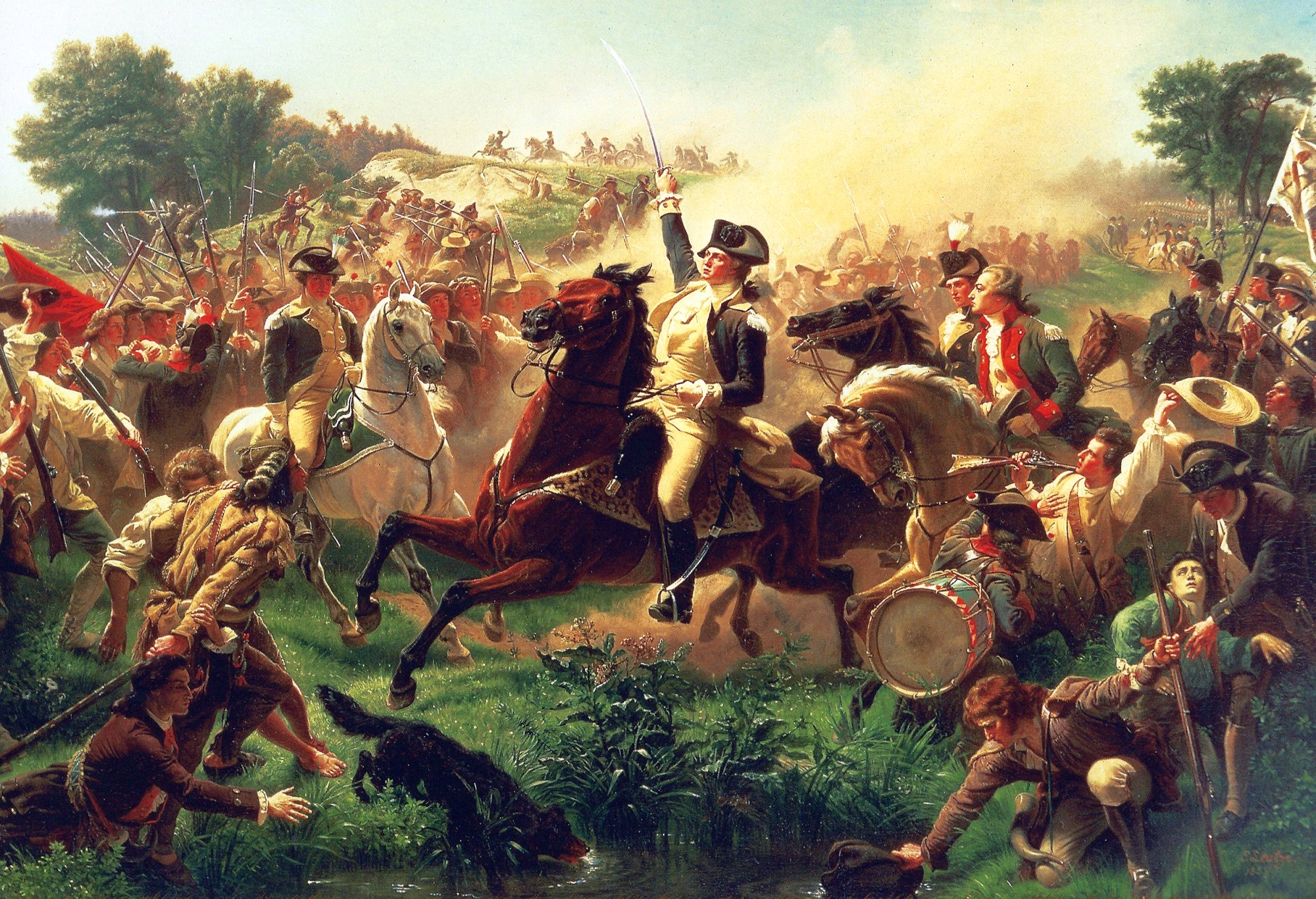
Вашингтон в битве у Монмута
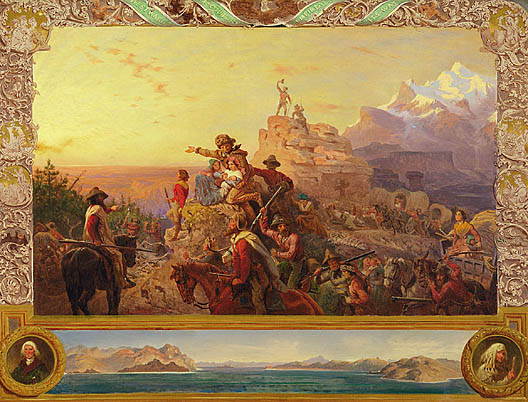
Наш путь лежит на запад от Империи
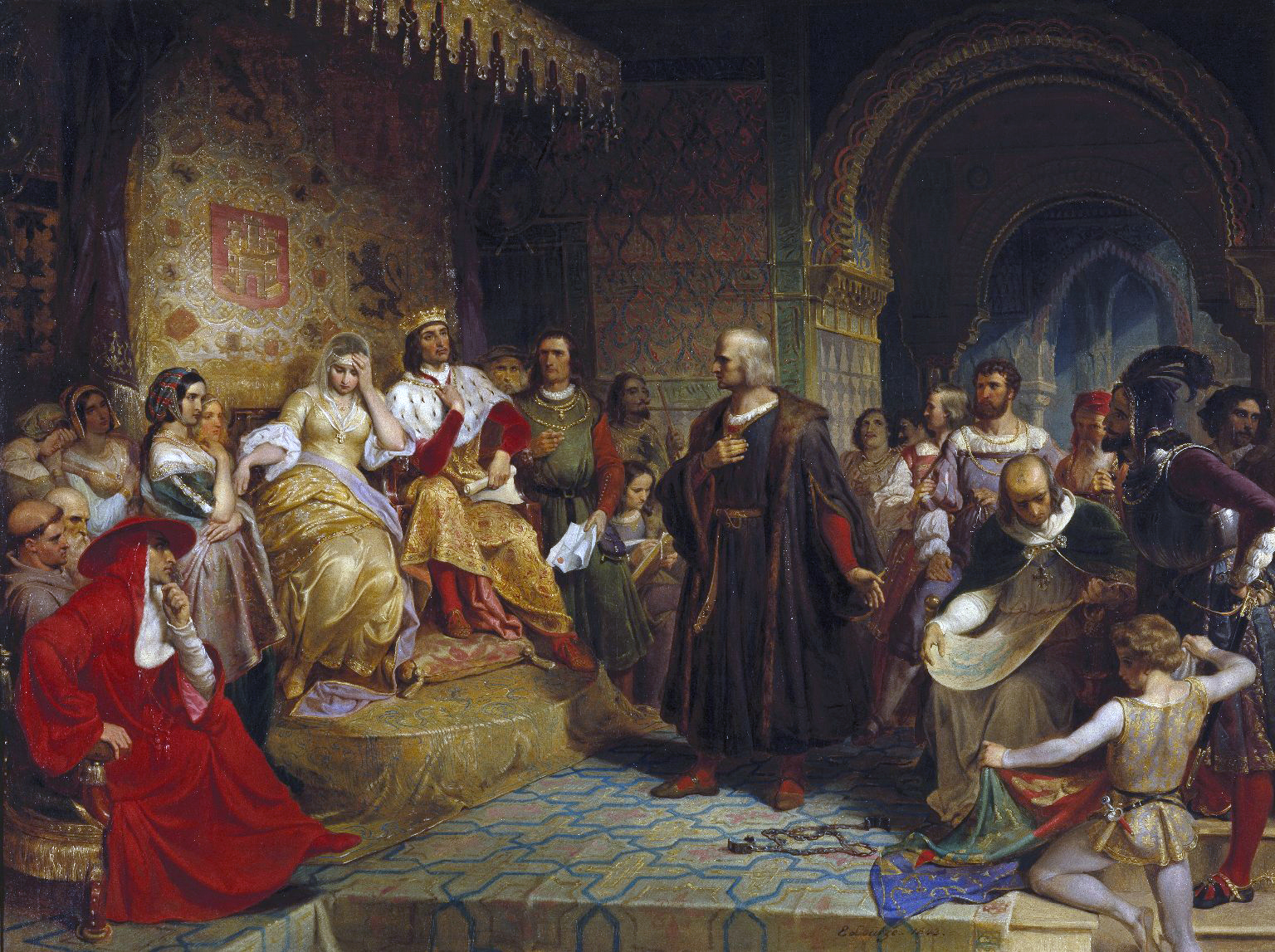
Колумб перед королевой (1843)
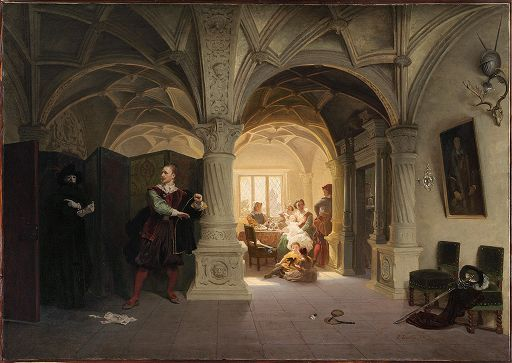
Свет и тени (1856)
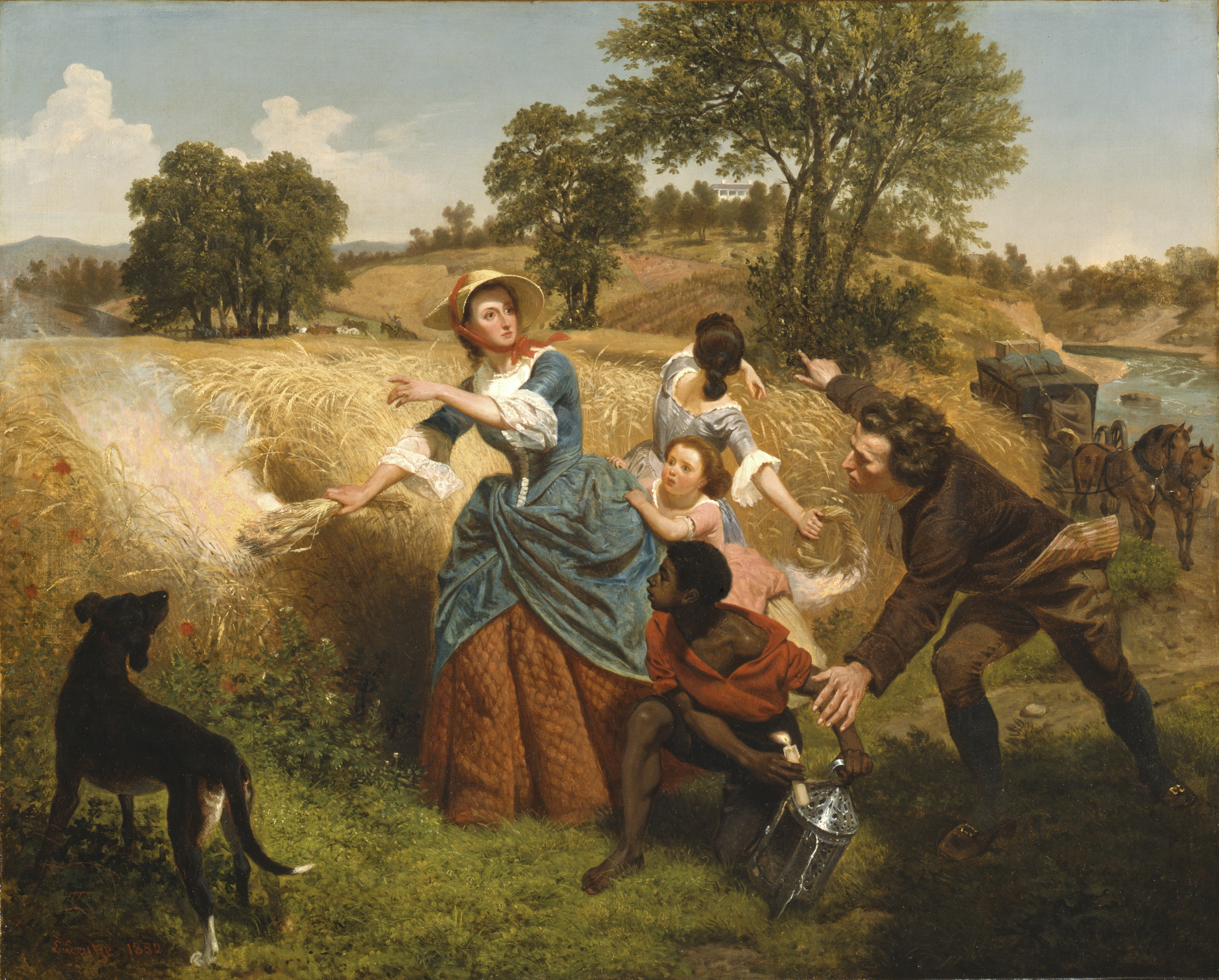
Миссис Скайлер сжигает своё поле перед нападением англичан (1852)
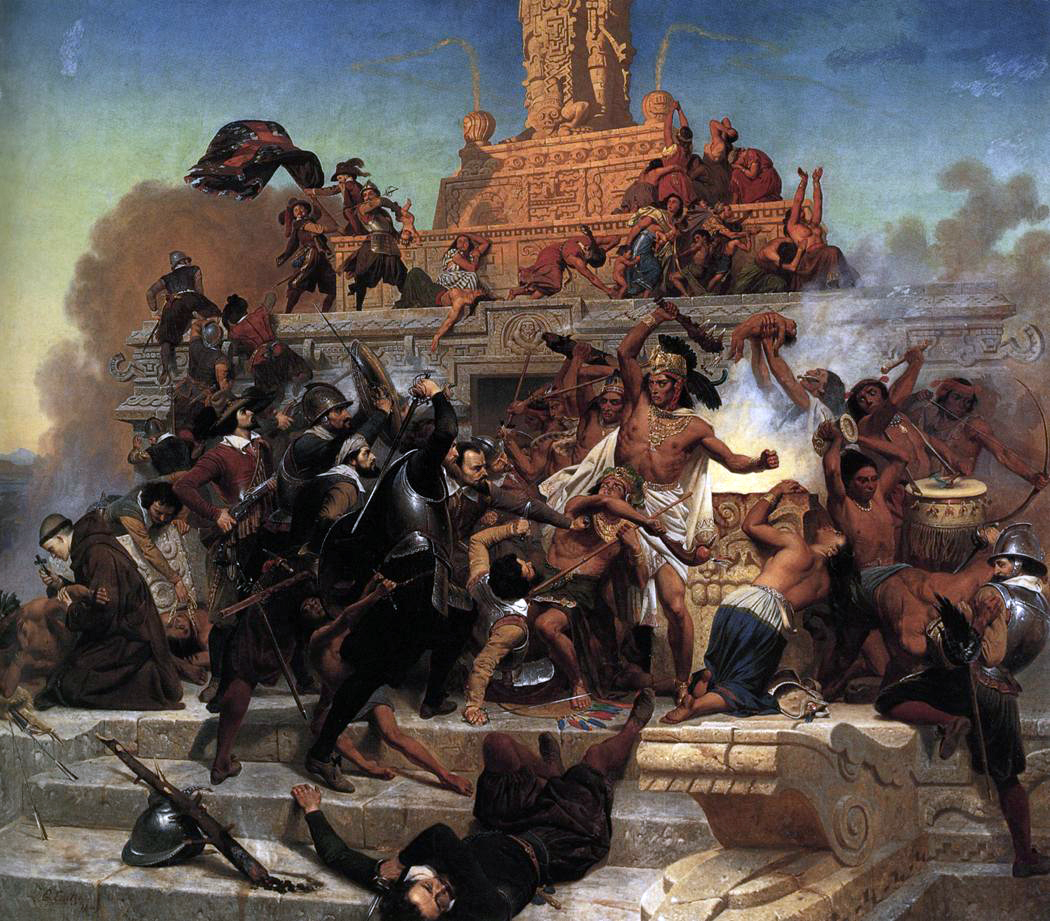
Штурм Теокалли Эрнаном Кортесом
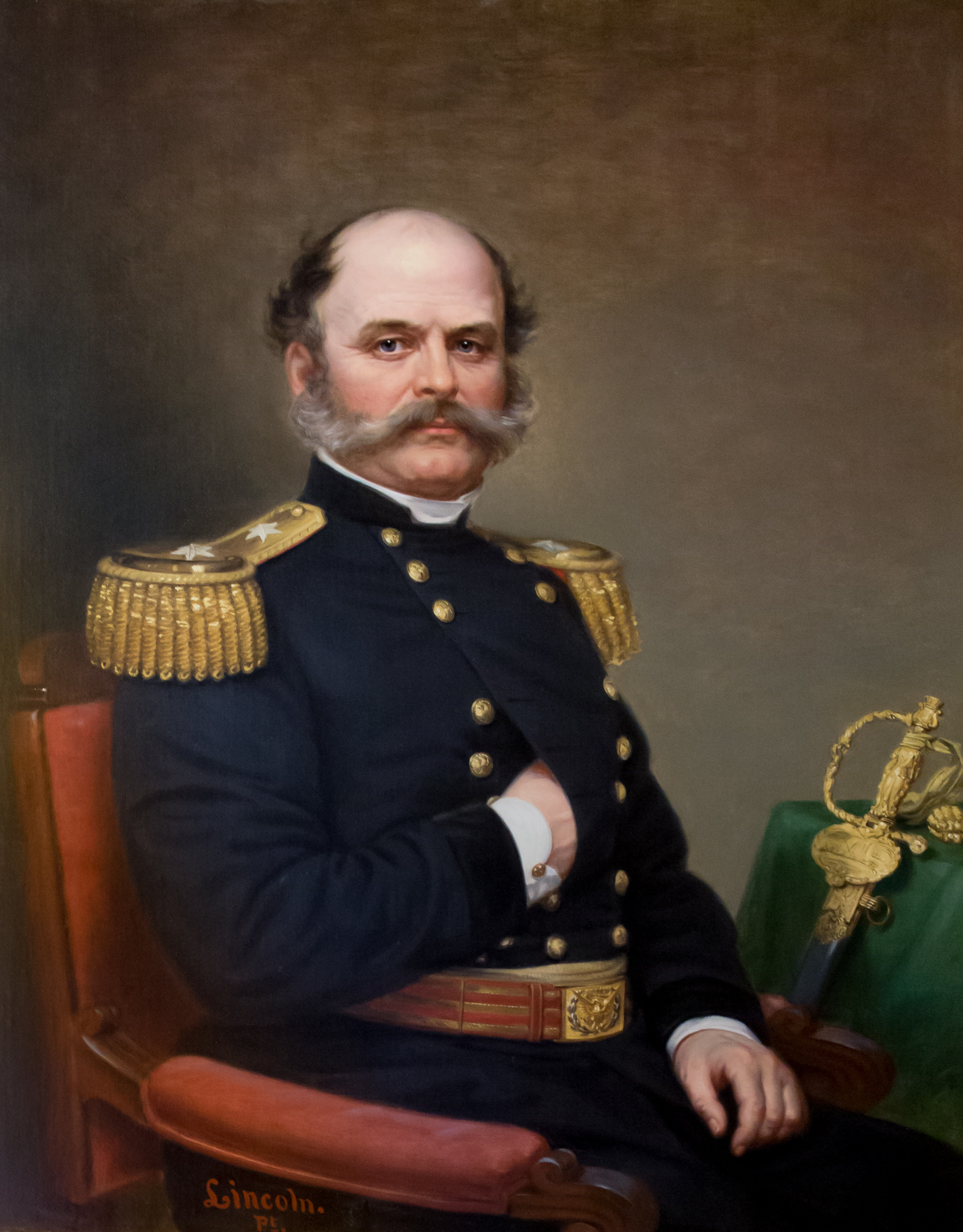
Генерал Эмброуз Бернсайд
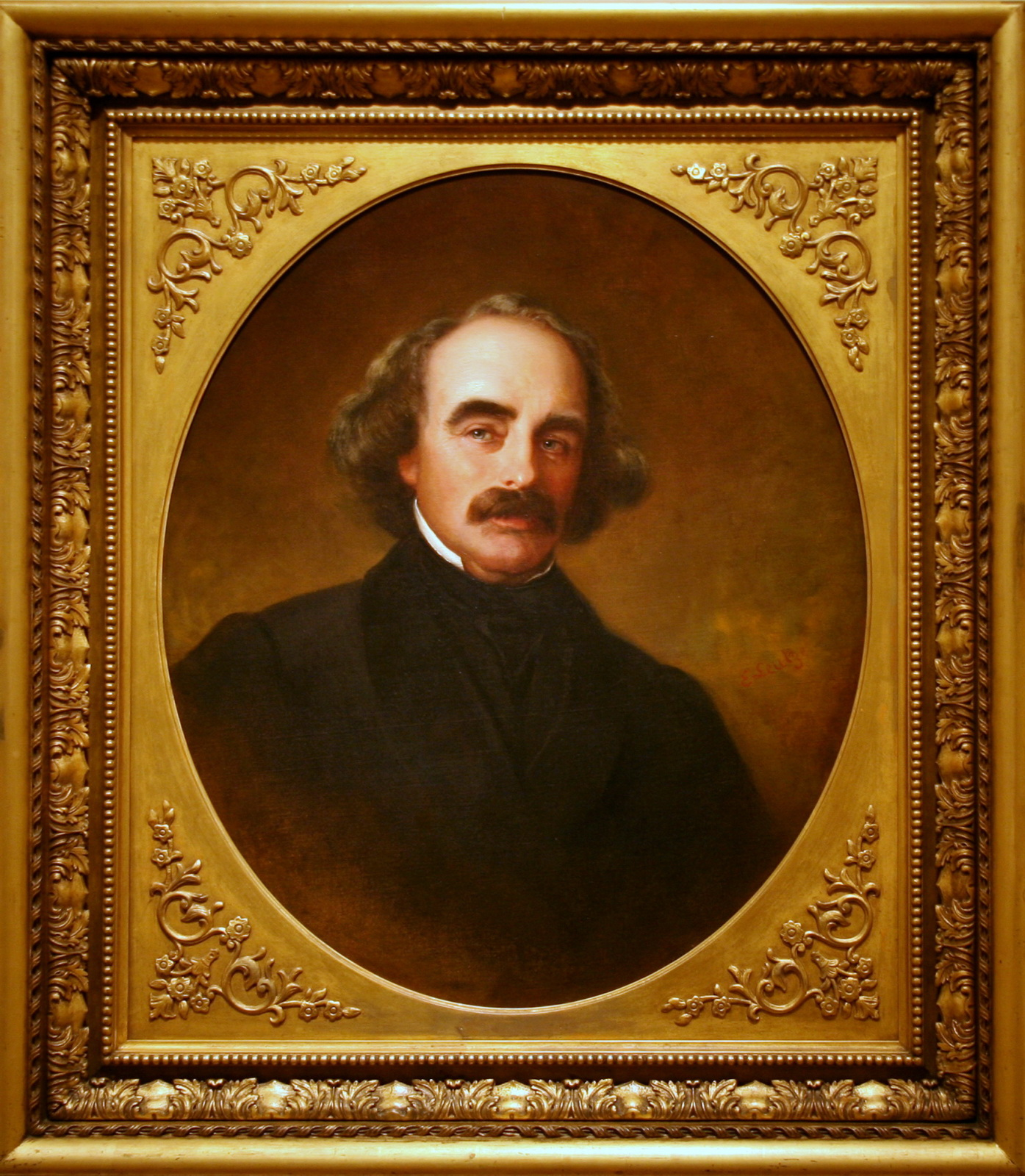
Портрет Натаниэля Готорна (1862)
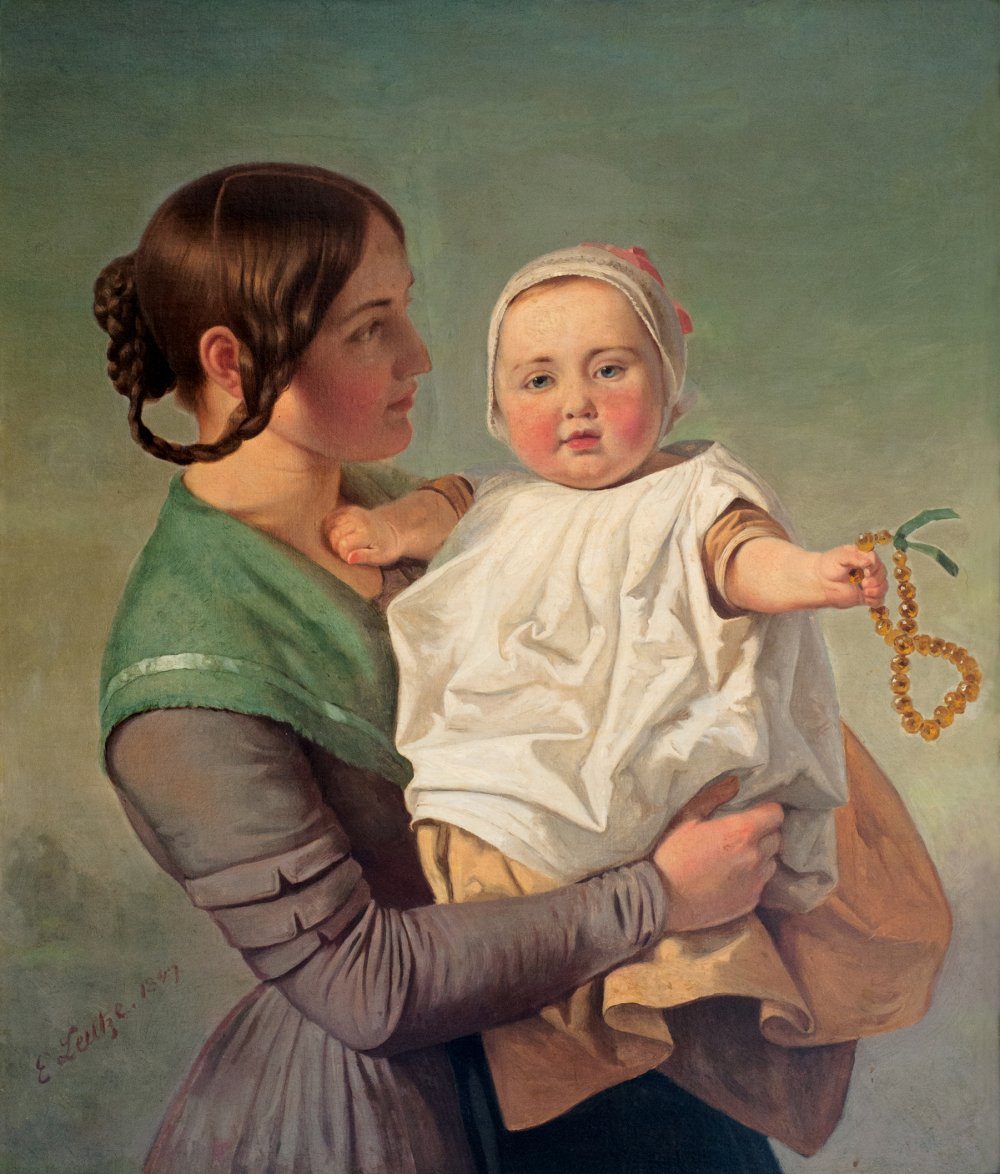
Янтарное ожерелье (1847)
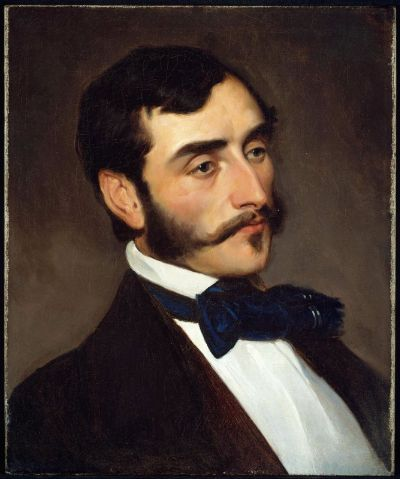
Портрет Уильяма Морриса Ханта
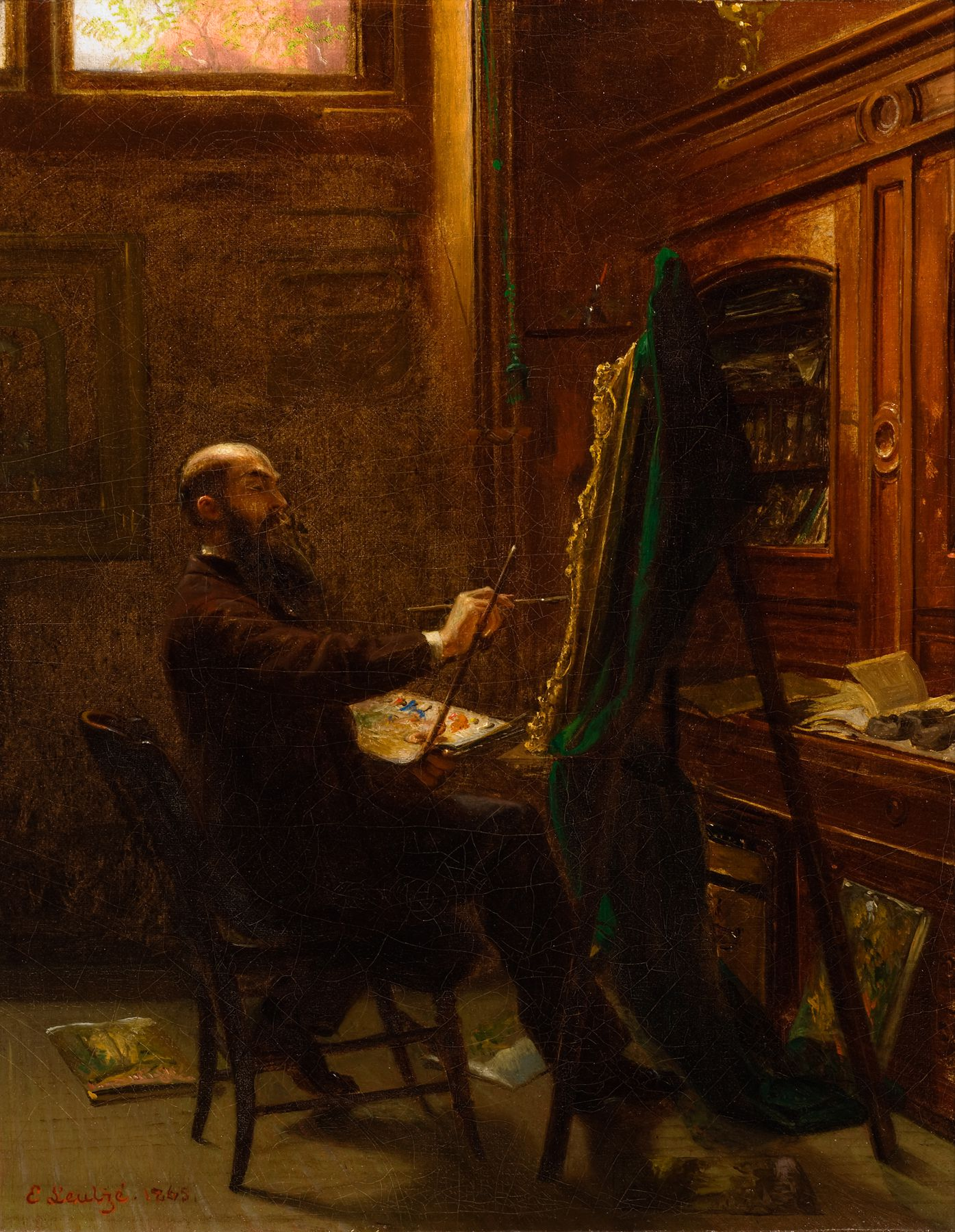
Художник Уортингтон Уитридж в своей мастерской (1865)